# Carne de tun
Carne de tun este al patrulea album al formației M.S., al cărei lider este bateristul Doru Istudor. Materialul a fost înregistrat și mixat la Studio Tracking Mix & Master, fiind lansat la data de 23 martie 2017. Conține 11 piese ce conturează un tablou muzical specific formației, îmbinând caracteristici ce se regăsesc pe precedentele discuri Rugina nu moare și A’ venit băieții!!!, și diversificat prin prezența elementelor de funk, progresiv-neoclasic, alternativ sau grunge. Piesele „Marco Polo”, „Stalingrad” și „Master Beitz” au fost reînregistrate pentru Carne de tun, ele fiind publicate inițial în anul 2013 pe EP-ul Aburi și cioburi (ultima cu titlul „Domnul Bates”). Trei dintre melodiile albumului beneficiază de videoclipuri: „Țeapa” (iunie 2016), „Patrioții” (septembrie 2016) și „Ageru’ Pământului” (martie 2017). Toate compozițiile sunt realizate de Doru Istudor (muzică și versuri), cu excepția pieselor „Crezul tău” (muzică de Mike Vlahopol, text de George Costinescu), respectiv „Satch & Such” (instrumental de chitară aparținând lui Vlahopol). Grafica albumului este opera lui Costin Chioreanu de la Twilight13Media, pe copertă fiind ilustrat într-o manieră stilizată un obuzier greu folosit în Primul Război Mondial. Discul este produs de Istudor sub egida Star Media Production.

## Piese
1. Țeapa
2. Mercenar
3. Patrioții
4. Crezul tău
5. Morții vii
6. Stalingrad
7. Marco Polo
8. Dacii
9. Master Beitz
10. Ageru’ Pământului
11. Satch & Such

Muzică: Doru Istudor (1-3, 5-10); Mike Vlahopol (4, 11)

Versuri: Doru Istudor (1-3, 5-10); George Costinescu (4)

## Personal
- Sandu Costică „Damigeană” – vocal (1-10)
- Mike Vlahopol – chitară solo (1, 2, 4, 7, 8, 10, 11), chitară armonie (1-11)
- Cristi „Porta” Marinescu – chitară solo (1, 3, 4, 6, 7, 10), chitară armonie (1-11)
- Teodor Moderau – chitară solo (5)
- Gabriel Nacu – chitară solo (9)
- George Costinescu – bas (1-11)
- Doru Istudor „M.S.” – baterie (1-11)

Înregistrări muzicale: Studio Tracking Mix & Master, București (tobe înregistrate la Studio CCSB)

Mixaje și editare: Mike Vlahopol și Doru Istudor

Masterizare: Mike Vlahopol, Doru Istudor și George Costinescu

Grafică: Costin Chioreanu – Twilight13Media (după o idee de Doru Istudor)

Producător: Doru Istudor (sub egida Star Media Production).